# Kölsch

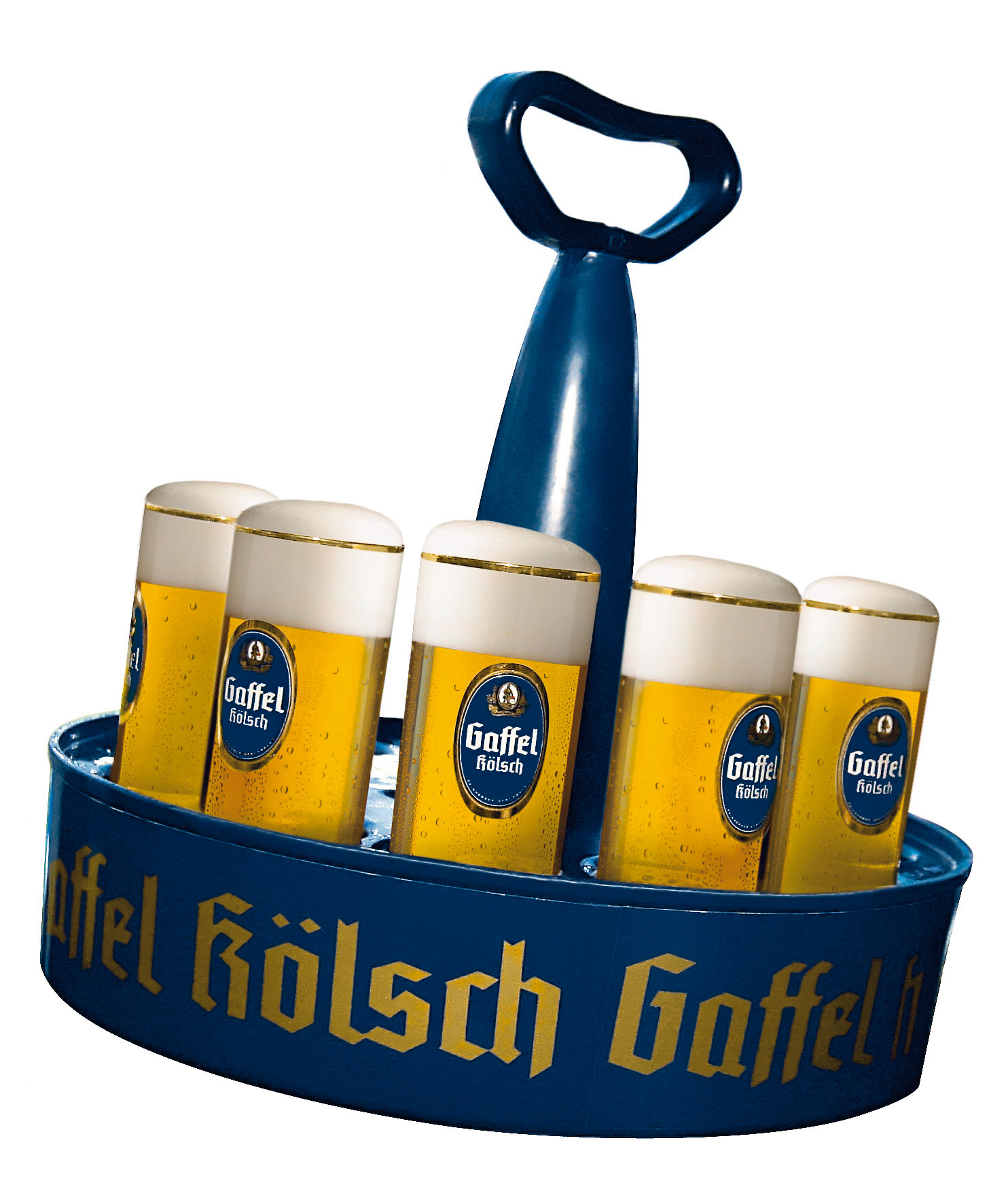
Kölsch w tradycyjnych szklankach

Kölsch – styl piwa będący odmianą jasnego piwa górnej fermentacji pochodzącego z Kolonii w Niemczech. Które piwo ma prawo używania nazwy „Kölsch” określa Konwencja kolońska z 1985 r.
Piwo ma przejrzysty, klarowny, jasno słomiany kolor z połyskiem. Jest najjaśniejszym piwem górnej fermentacji. Przez większość browarów warzony jest ze słodu jęczmiennego, czasami z dodatkiem pszenicy, z uwzględnieniem niemieckiego Prawa Czystości (Reinheitsgebot). Kölsch fermentowany jest w temperaturze ok. 20 °C drożdżami górnej fermentacji, a następnie leżakowany przez kilka tygodni na zimno. Warzony jest z miękkiej wody oraz przy użyciu drożdży zdolnych do głębokiego odfermentowania brzeczki – odfermentowanie pozorne wynosi nawet 85%. Kölsch jest piwem lekkim, orzeźwiającym, z delikatną nutą owocową w zapachu, w smaku może być lekko ziołowy i kwaskowaty z umiarkowaną, szlachetną goryczką.
Historia piwa Kölsch ściśle przeplata się z altem - głównym piwem sąsiedniego miasta Düsseldorf. Oba miasta warzyły niezwykle podobne piwa, jednakże ze względu na patriotyzm lokalny w Düsseldorfie złą sławą cieszył się Kölsch, natomiast w Kolonii alt. Obecnie piwa te różni jedynie barwa i poziom goryczy chmielowej. Kölsch jest nieco jaśniejszy ze względu na użycie mniejszej ilości palonych słodów oraz mniej niż alt goryczkowy ze względu na niższą zawartość chmielu.
Warzenie piwa w Kolonii ma bardzo długą, sięgającą 873 roku tradycję. Dzisiejsza postać piwa Kölsch jest znana od ok. 100 lat. W roku 1918 browar Sünner jako pierwszy reklamował pojęciem „Kölsch” swoje jasne piwo górnej fermentacji. Na rynku piwo Kölsch dostępne jest w ponad 30 markach z których Reissdorf, Gaffel i Früh stanowią w sumie około 60% produkcji.
Zwyczajowo Kölsch pity jest z dużą ilością piany, w wysokich, cylindrycznych szklankach o cienkich ściankach i pojemności 0,2 litra, określanych mianem „Stange” (sztanga, pal, drąg). Podaje się je w temperaturze około 8°C. W większości odmian zawartość alkoholu wynosi 4,9%. Od 1997 roku uznane przez Unię Europejską produktem chronionym oznaczeniem geograficznym jako jedno z 18 piw w UE, praktycznie głównie ze względów marketingowych, a nie charakterystycznych cech smakowych lub technologicznych.